# Manfredi da Vercelli
Manfredi da Vercelli (Vercelli, XIV secolo – 1431) è stato un religioso italiano.
Frate domenicano, fu noto soprattutto per la sua predicazione di tipo apocalittico che riscosse notevole successo nel Vercellese, destando altresì accuse e sospetti entro le gerarchie ecclesiastiche. Il successo riscosso da questo movimento penitenziale animò quella che Roberto Rusconi ha additato quale ultima significativa declinazione italiana delle attese escatologiche diffuse a vari livelli della cristianità durante lo scisma d’Occidente.

## Biografia
Nasce a Vercelli nei primi decenni della seconda metà del XIV secolo. Non vi sono notizie certe circa la sua permanenza in un convento e né si conosce con certezza per quanto tempo abbia indossato l’abito domenicano. Le informazioni su di lui partono dal 1418 e si estendono per tutto il decennio successivo. La maggior parte dei dati biografici si riferiscono ad alcune testimonianze di oppositori, spesso polemici nei suoi confronti. 
Nell’ottobre 1418 Manfredi predica tra Vercelli e Alessandria, raccogliendo un migliaio di seguaci denominati nelle fonti "Manfredini" - 600 uomini e 400 donne, molte delle quali vedove. I punti cardine della sua predicazione sono temi apocalittici: Manfredi sostiene che l’Anticristo, già nato, è pronto a manifestarsi, mancando cinque anni alla fine del mondo. Come emerge dalle volontà testamentarie di alcuni cittadini vercellesi era frequente istituire lasciti a favore del movimento. Nel 1419 Manfredi, affiancato dai suoi seguaci, intraprende un viaggio che ha come probabile obiettivo giungere a Gerusalemme passando dalle città più importanti d’Italia. a prima tappa è Bologna, città nella quale soggiornerà per circa 4 mesi, poi a maggio dello stesso anno è a Firenze, dove si scontra con illustri religiosi tra cui Andrea Biglia e Bernardino da Siena, e, a Fiesole, dove conosce il futuro arcivescovo di Firenze, Antonino Pierozzi, che sarà un estimatore del movimento. Raggiunta Roma sul finire del 1423, Manfredi è sottoposto a inchiesta canonica da parte di Martino V a proposito delle sue aspirazioni papali e di apparizioni demoniache a giovani donne appartenenti al movimento, ma non viene trovato nulla degno di nota. Già in precedenza, tra il febbraio 1419 e il settembre 1420, lo stesso pontefice aveva cercato di sciogliere i Manfredini impedendo alla popolazione di soccorrerli con elemosine durante i loro viaggio, ma l'iniziativa non aveva avuto successo. Nel corso degli anni il gruppo si sarebbe assottigliato: tal Antonio da Villa si vede esaudire dal pontefice la richiesta di tornare dalla sua famiglia, altri seguaci si raccolgono in collegi mentre Manfredi si separa da loro.
Si ha conoscenza di diverse opere del frate andate perdute: nell’Admonitio ad fratrem Manfredum Vercellensem ordinis fratrum praedicatorum Biglia menziona un'epistola contro Agostino Favaroni (generale degli agostiniani), alcuni scritti a Giovanni, prete di S. Lorenzo a Firenze, lettere in volgare a una nobile donna della parrocchia fiorentina di S. Lorenzo, una relazione ai magistrati di Firenze e alcune Cedule della disputa con Bernardino. L’unica opera conservata di Manfredi è il Tractatus contra fratres de opinione.

## Polemiche
La predicazione di Manfredi fu molto controversa, come testimoniato da due significative attestazioni risalenti al suo soggiorno a Firenze. 
La prima riguarda una polemica avanzata dall’agostiniano milanese Andrea Biglia: nella sua opera (Admonitio ad fratrem Manfredum Vercellensem ordinis fratrum praedicatorum) egli mosse al frate accuse pesanti, facendo riferimento a episodi e dialoghi tra i due. IN particolare, il Biglia accusò Manfredi di aver irretito una vedova fiorentina (Ginevra di Guido Mannelli) che avrebbe lasciato casa e figli per seguirlo (mentre secondo altre testimonianze tre dei suoi sei figli seguirono la donna a Roma).
Biglia ha anche dato alcune informazioni su Manfredi e il suo gruppo di seguaci: egli si proclamava incolto ma parlava per ispirazione divina, dichiarando di possedere le chiavi del Paradiso; i seguaci all’interno del movimento erano fanatici e praticavano un vero e proprio culto della sua persona, trasportandolo trainato da cavalli. Gli stessi seguaci vengono accusati di vivere in promiscuità, critica in verità rivolta principalmente alle donne che abbandonavano la famiglia. Biglia afferma che Manfredi si era anche scontrato con il Papa Martino V, con il vescovo Corsini e con il maestro generale dell’ordine degli agostiniani Favaroni.
Altre accuse furono mosse da Bernardino da Siena: nel 1418 egli sollecitò Leonardo Dati, maestro generale dell’ordine dei domenicani, ad intervenire in Piemonte e nel 1427, a Siena, cercò di estirpare ogni traccia del passaggio del frate nei luoghi in cui aveva operato. Dalle fonti emerge che vi fosse un risentimento personale tra i due. Le argomentazioni di Bernardino erano incentrate sulla difesa del culto verso il nome di Gesù, accusato da Manfredi e altri domenicani di idolatria; sul rifiuto delle profezie di Manfredi sull’Anticristo; sulla - condanna della predicazione di Manfredi che dissolveva i vincoli familiari. 
Ci furono anche polemiche con altri francescani: lo stesso Manfredi riporta che cercarono di arruolarlo alla loro causa ma lui rifiutò, cosicché molti lo seguirono staccandosi dal loro ordine.